# Vicente Alcober y Largo
Vicente Alcober y Largo (Alcañiz, 19 de octubre de 1822-Orense, 1887) fue un políglota y lingüista de España.

## Biografía
Estudió latín y humanidades y siguió la carrera de Filosofía en Zaragoza. Se marchó a París para trabajar en la Société Assiatique, y cuando volvió a España trabajó en el departamento de Lenguas en el ministerio de Estado. Posteriormente fue catedrático de varios institutos, empezando por el de Murcia.
Su importancia radica en su facilidad para los idiomas, de los que hablaba más de 40, siendo considerado el primer políglota de la Edad Moderna.

## Obras
- Método lexicológico hermenéutico para aprender la lengua francesa
- Traducción gradual del francés
- Cuadro sinóptico de lengua inglesa
- Programa de la lengua inglesa (1859)
- Traducción gradual del alemán
- Traducción gradual del italiano en cinco partes (1861)